# Astrobrachion
Genre
Astrobrachion est un genre d'ophiures (échinodermes) de la famille des Euryalidae.

## Liste des espèces
Selon World Register of Marine Species (11 janvier 2016) :
- Astrobrachion adhaerens (Studer, 1884) -- Pacifique sud-ouest
- Astrobrachion constrictum (Farquhar, 1900) -- Pacifique sud-ouest

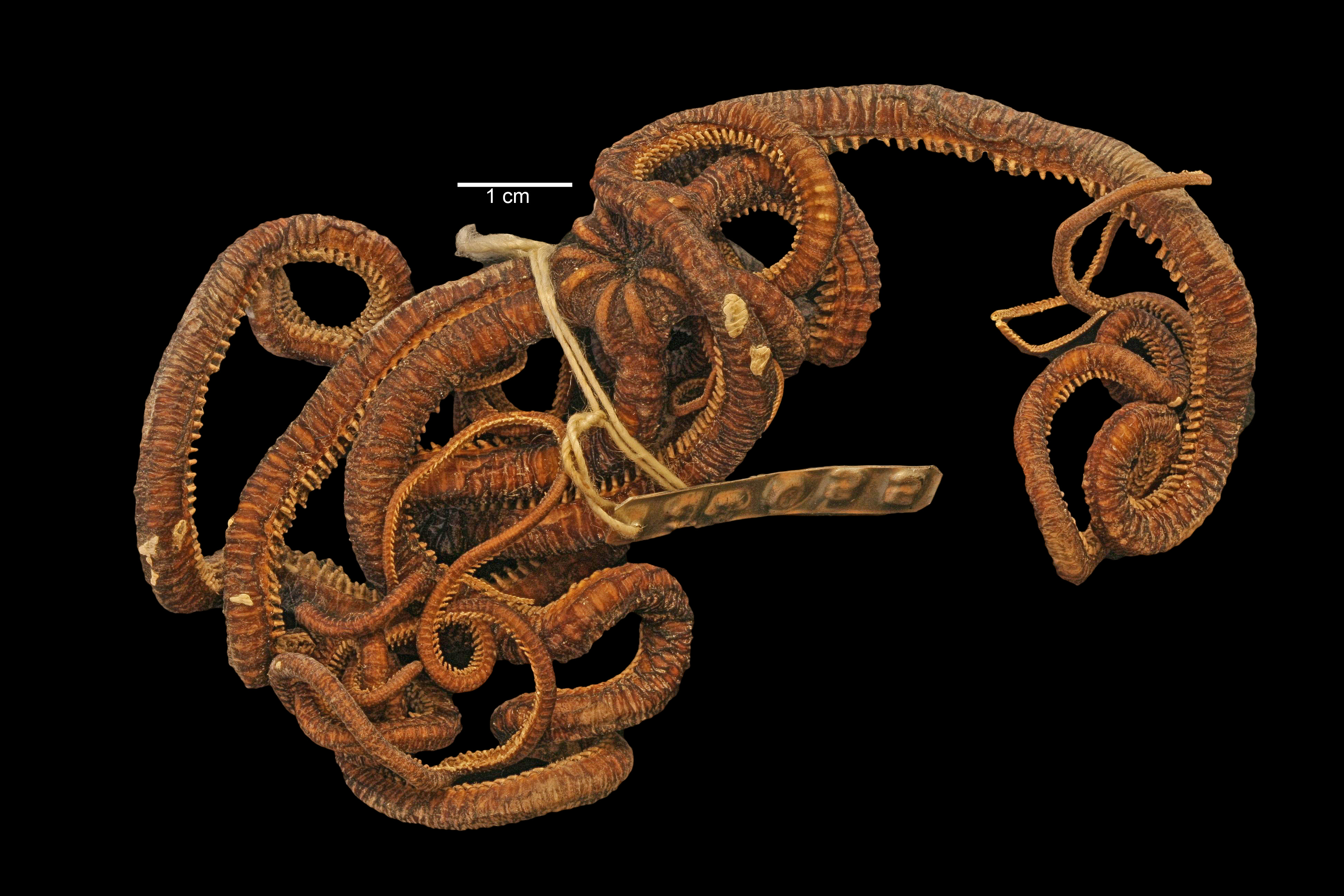
Astrobrachion constrictum